# Příspěvková organizace
Příspěvková organizace (zkratka za názvem p. o.) je právnická osoba zřízená k plnění úkolů ve veřejném zájmu. Příspěvkové organizace jsou veřejnoprávními neziskovými organizacemi.
V České republice upravuje základy právního postavení příspěvkových organizací zákon č. 218/2000 Sb. o rozpočtových pravidlech státu a zákon č. 250/2000 Sb. o rozpočtových pravidlech územních rozpočtů. Podle nich zřizují příspěvkové organizace organizační složky státu a územní samosprávné celky, a to pro takové činnosti v jejich působnosti, které jsou zpravidla neziskové a jejichž rozsah, struktura a složitost vyžadují samostatnou právní subjektivitu. O vzniku příspěvkové organizace vydává zřizovatel zřizovací listinu, ve které určuje rozsah činnosti organizace. Zřizovatel dále jmenuje a odvolává jejího ředitele, rozhoduje o jeho odměňování, může šetřit stížnosti směřující proti němu a vůbec provádět kontrolu hospodaření celé příspěvkové organizace. Příspěvkové organizace zřízené územně samosprávnými celky by měly být zřizovatelem zapsány v obchodním rejstříku v části PŘ, státem zřízené p.o. v obchodním ani jiném rejstříku zapsané nejsou, jelikož to zákon 218/2000 Sb. neukládá.
Některé státní příspěvkové organizace jsou zřízeny zvláštním zákonem. Jde například o zdravotní ústavy, dětské diagnostické ústavy, dětské domovy, speciální školy, fakultní nemocnice, psychiatrické nemocnice, dále například muzea, galerie, knihovny a divadla.
K názvu příspěvkové organizace se obvykle nepřipojují slova „příspěvková organizace“ jako označení právní formy, pokud je zřizovatelský vztah ke kraji, obci či státu obsažen v názvu (například Galerie hlavního města Prahy).
Od organizačních složek státu se státní příspěvkové organizace liší tím, že mají vlastní právní subjektivitu. Před účinností zákona č. 219/2000 Sb., o majetku České republiky a jejím vystupování v právních vztazích, však byly i organizační složky státu rozpočtovými organizacemi s vlastní právní subjektivitou, hospodařící s majetkem státu. Od státního podniku se příspěvková organizace liší tím, že její povinností není vytváření zisku.
Příspěvková organizace hospodaří s peněžními prostředky získanými vlastní (hlavní, jinou, resp. vedlejší) činností a s peněžními prostředky od jiných osob, především z rozpočtu svého zřizovatele. Zřizovatel obvykle poskytuje příspěvkové organizaci příspěvek na provoz v návaznosti na výkony nebo jiná kritéria jejích potřeb. Výše příspěvku na provoz nebo úhrad podle jiných zákonů, jimiž příspěvková organizace zabezpečuje odměňování za práci svých zaměstnanců, má vliv na to, zda organizace odměňuje své zaměstnance platem, nebo mzdou.
Forma příspěvkové organizace je v České republice velmi častá vzhledem k tomu, že příspěvkové organizace hojně vykonávají činnost zejm. škol a školských zařízení, dále muzeí nebo nemocnic.
Historicky jsou příspěvkové organizace socialisticky upravenou formou právně tradičních veřejných ústavů veřejného práva. V českém právním řádu se příspěvkové organizace zmiňují např. ve vyhlášce ministerstva financí č. 84/1958 Ú. l., o rozpočtovém řádu národních výborů, dále ve vyhlášce vlády č. 78/1960 Sb., o rozpočtovém řádu národních výborů (čl. 15 odst. 2: „Národní výbor může za podmínek stanovených zvláštními předpisy poskytnout organizacím, které plní veřejné úkoly, příspěvek ze svého rozpočtu (příspěvkové organizace).“), poté ve vyhlášce vlády č. 90/1965 Sb., o plánovitém řízení národního hospodářství, v nařízení vlády č. 100/1966 Sb., o plánovitém řízení národního hospodářství, v nařízení vlády č. 14/1971 Sb., o finančním hospodaření státních a dalších hospodářských organizací, vyhlášce federálního ministerstva financí č. 119/1988 Sb., o hospodaření s národním majetkem, v zákoně č. 129/1989 Sb., o rozpočtové soustavě Československé socialistické republiky a o pravidlech hospodaření s rozpočtovými prostředky (rozpočtová pravidla), v zákoně č. 163/1989 Sb., o pravidlech hospodaření s rozpočtovými prostředky České socialistické republiky (rozpočtová pravidla republiky), v zákoně č. 425/1990 Sb., o okresních úřadech, úpravě jejich působnosti a o některých dalších opatřeních s tím souvisejících, v zákoně č. 563/1990 Sb., o rozpočtových pravidlech federace, a č. 576/1990 Sb., o pravidlech hospodaření s rozpočtovými prostředky České republiky a obcí v České republice (rozpočtová pravidla republiky).